# Richard Kraus
Pour les articles homonymes, voir Kraus.
Richard Kraus né le 16 novembre 1902 à Berlin, mort le 11 avril 1978 à Walchstadt, est un chef d'orchestre allemand.

## Carrière
Il fait des études musicales au conservatoire Stern à Berlin puis est répétiteur au Staatsoper de Berlin. Il devient l'assistant d'Erich Kleiber de 1923 à 1927. Il devient chef permanent en 1927 à Cassel, puis dirige à Hanovre, Stuttgart (1933-1937) avant d'être le directeur général de la musique à Halle (1937-1944).
Après guerre, il dirige à l'opéra de Düsseldorf, devient directeur général de la musique à Cologne (1948-1953), à la Deutsche Oper de Berlin (1954-1961) puis à partir de 1961 enseigne la direction d'orchestre à la Hochschule à Berlin. De 1963 à 1969, il est le chef d'orchestre de la Nordwestdeutsche Philharmonie.

## Sources
- Alain Pâris, Dictionnaire des interprètes, Paris, Robert Laffont, collection « Bouquins », 1989, p. 525.